# Gelbgefleckte Muräne
Die Gelbgefleckte, Gelbrand- oder Rußkopfmuräne (Gymnothorax flavimarginatus) lebt im Roten Meer und im tropischen Indopazifik von Südafrika bis zum Tuamotu-Archipel und den Austral-Inseln, nördlich bis zu den Ryūkyū-Inseln und Hawaii und südlich bis Neukaledonien. Bei den Malediven ist sie häufig, bei Hawaii die häufigste große Muräne. Im östlichen Pazifik kommen sie an der Pazifikküste Costa Ricas und Panamas und bei den Galapagosinseln vor. Sie bewohnt vor allem korallenreiche Lagunen, Riffdächer, Außen- und Felsriffe in Tiefen bis 150 Metern. 
In einigen Regionen des Indopazifik wird sie als Speisefisch gefangen. Sie kann aber das Fischgift Ciguatera enthalten. 

## Merkmale
Die Gelbgefleckte Muräne wird 1,2 Meter lang. Ihre Farbe ist gelblich, mit einer Vielzahl von kleinen, bräunlichen Sprenkeln. Das Maul ist dunkelgrau bis violett (Rußkopfmuräne), das Auge goldgelb, die Kiemenöffnung schwarz. Der Rand des hinteren Flossensaums ist leuchtend gelb oder grün. Auch Jungfische zeigen oft ein leuchtendes gelb mit braunen Flecken. Gelbgefleckte Muränen haben 129 bis 137 Wirbel.
Sie ist kräftig gebaut und kann deshalb leicht mit der Riesenmuräne (Gymnothorax javanicus) verwechselt werden.

## Lebensweise
Gelbgefleckte Muränen sind normalerweise Einzelgänger. Gelegentlich bewohnen sie ihren Unterschlupf auch mit Artgenossen oder anderen Muränen. Sie sind hauptsächlich nachtaktiv, schwimmen aber auch morgens und am Abend frei umher. Fische, Kopffüßer und Krebstiere zählen zu ihrer Beute. Die Fortpflanzungsbiologie der Gelbgefleckten Muräne ist unbekannt.